# 鼻內空氣流通計
鼻內空氣流通計、鼻側壓測量法、鼻內壓力測量計、鼻測壓計、鼻阻力測量（英文：Rhinomanometry）是一種氣體壓力計，用來測量鼻腔內的空氣流通量。
鼻內空氣流通計能客觀的評判鼻子的呼吸功能。
它測量在一般情況下，鼻中呼氣與吸氣時的壓力與流通量。
呼吸的壓力增加表示空氣流過鼻腔的阻力增加；而空氣流通量的增加表示氣流的速度較快，也表示較通風。
鼻塞會使得鼻腔內空氣流通的阻力增加。
一次只能測量一個鼻孔的鼻內空氣流通計稱為「前側鼻內空氣流通計」；同時能量測兩個鼻孔的鼻內空氣流通計稱為「後側鼻內空氣流通計」。

## 外部連結
- 《關於鼻塞》鼻阻力測量：rhinomanometry （页面存档备份，存于）
- 鼻中隔成形術對鼻阻力變化的影響 （页面存档备份，存于）
- "NY870089001".&searchmode=basic/  施行快速■擴張術後對於鼻腔呼吸阻力之影響 （页面存档备份，存于）
- 病患自覺鼻塞嚴重程度與鼻阻力測量及聲波鼻腔測量檢查之相關性研究 （页面存档备份，存于）